# ناکور
ناکور (به انگلیسی: Nakur) یک زیستگاه انسانی در هند است که در سهرانپور واقع شده‌است.

## خصوصیات
ناکور ۲۰٬۶۳۴ نفر جمعیت دارد و ۲۶۱ متر بالاتر از سطح دریا واقع شده‌است.